# Oxyopes artemis
Oxyopes artemis är en spindelart som beskrevs av Brady 1969. Oxyopes artemis ingår i släktet Oxyopes och familjen lospindlar. Inga underarter finns listade i Catalogue of Life.